# یلوه بی‌خال
یلوه بی‌خال (نام علمی: Zapornia tabuensis) یک گونه از پرندگان تیرهٔ یلوگان (Rallidae) است. این گونه به‌طور گسترده پراکنده شده است که از فیلیپین، گینه نو، استرالیا، نیوزیلند در سراسر اقیانوس آرام جنوبی تا جزایر مارکزاس در جنوب شرقی در امتداد زنجیره جزیره تواموتوس تا جزیره پیتکرن اوئنو یافت می‌شود.

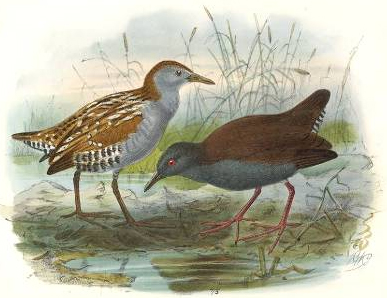
یلوه بی‌خال (راست) با یلوه نوک‌سبز (چپ)

یلوه بی‌خال به‌طور گسترده در سراسر اقیانوس آرام جنوبی از جمله فیلیپین، ملوکاس، گینه نو، ملانزی، استرالیا، تاسمانی، جزیره نورفک، و جنوب غربی پلی‌نزی از جمله نیوزلند و همچنین اندونزی پراکنده شده است.